# Feu sur le juge !
The Third Bullet
Feu sur le juge ! (VO : The Third Bullet) est un roman policier de John Dickson Carr paru pour la première fois en Angleterre en 1937.
Ni Gideon Fell ni Henry Merrivale, les deux détectives récurrents de l'auteur, n'apparaissent dans ce roman. Ce dernier a d'ailleurs été publié la même année qu'un autre roman rédigé par l'auteur, La Chambre ardente.
Le roman est de type « whodunit » et présente une « énigme en chambre close ». Dans le roman, concernant le premier meurtre, on a un suspect présent sur les lieux dont l'arme n'a pas servi à tuer la victime, une deuxième arme appartenant à un avocat, et une troisième arme ayant servi au meurtre mais appartenant à la victime. S'agissant du second meurtre, la victime est une personne totalement inattendue (la nouvelle bonne de la famille).

## Personnages
- Les victimes
  - Charles-Justice Mortlake : magistrat
  - Sara Samuels : la nouvelle bonne

- Les membres de la maisonnée
  - Ida Mortlake : la fille du juge
  - Carolyn Mortlake : la fille du juge
  - Alfred Penney : le secrétaire du juge
  - Robinson : le concierge de la résidence des Mortlake
  - Davies : le maître d'hôtel des Mortlake
  - Millie Reilly : la femme de chambre des Mortlake

- Les policiers
  - Le colonel Marquis : enquêteur de Scotland Yard
  - L'inspecteur Page
  - Le sergent Borden

- Autres personnages
  - Gabriel White : jeune peintre
  - Andrew Travers : avocat
  - Clara McCann : marchande de journaux
  - Docteur Gallatin : médecin légiste

## Résumé

### Mise en place de l'intrigue
Chapitres 1 à 5.
L'histoire se déroule à Hampstead, un quartier bourgeois de Londres, à l'automne 1937.
Le colonel Marquis est un commissaire de police de Scotland Yard qui doit tenter de résoudre un meurtre apparemment insoluble. En effet le juge Charles-Justice Mortlake a été tué la veille, vers 17 h 30, dans un pavillon annexe situé à quelques dizaines de mètres de sa maison d'habitation principale, alors qu'il rédigeait le chapitre d'un livre qu'il comptait bientôt faire publier.
Gabriel White, un jeune homme que le magistrat avait condamné quelques semaines auparavant, a pénétré dans l'enceinte dans la propriété avec l'objectif de tuer le juge, ce qu'il a d'ailleurs reconnu. L'une des filles de la victime, Ida, qui avait entendu White proférer des menaces contre son père, vient de prévenir la police afin de solliciter une protection policière. Deux policiers, Page et Borden, sont d'ailleurs en route.
Gabriel White est entré dans la salle de travail du juge, tandis que Borden se trouvait dans le couloir attenant et que Page se trouvait à l'une des fenêtres. L'inspecteur Page, apercevant White dans le bureau du juge par la fenêtre entrouverte, a décidé d'intervenir : deux coups de feu ont éclaté à quelques secondes d'intervalle. Page est entré dans la pièce et a désarmé d'autant plus facilement White que ce dernier, ahuri, n'a pas résisté. Page a découvert le juge abattu d'une balle dans le torse.
Au début, l'enquête semble aisée :
- White est le suspect idéal qui a proféré des menaces contre le juge et qui est trouvé sur la scène du crime avec un révolver Ivor-Johnson calibre .38 ;
- les lieux sont parfaitement clos : la porte d'entrée avait été refermée à clef par White, avec le sergent Borden derrière la porte qui essayait d'entrer dans les lieux ; deux fenêtres côté sud qui étaient visibles de Page lorsqu'il a accouru vers la maison et par lesquelles aucun suspect n'a pu s'échapper ; deux fenêtres côté ouest hermétiquement closes de l'intérieur avec un mécanisme robuste et rouillé ; une cheminée ne pouvant laisser aucun passage pour un humain ni même un animal.

White a reconnu être entré dans la propriété en se cachant en bas des sièges arrière de la voiture d'Ida Mortlake, l'une des filles du juge. Il connaissait cette jeune femme et l’avait suivie. Il avait saisi l'occasion rêvée pour entrer dans la propriété. Il a aussi reconnu qu'il était venu dans l'intention de tuer le juge pour se venger d'une condamnation injuste infligée récemment. Néanmoins, s'il admet avoir tiré un coup de feu, il conteste que son tir ait pu tuer, et même blessé, le juge, qui était encore vivant après le coup de feu.
Malgré ses dénégations, c'est donc White, semble-t-il, qui a tué le juge. Mais très rapidement surgissent d'épineux problèmes.
Le premier problème est que lorsqu'on extrait la balle du corps du juge, ce n'est pas une balle d'un révolver Ivor-Johnson de calibre .38 ; ainsi, si White a effectivement tiré une balle, ce n'est pas celle-ci qui a tué le juge. On a le révolver de White, mais où est passée la balle qu'il a tirée ?
Le deuxième problème est que l'on retrouve fichée dans le mur une balle d'un pistolet Browning de calibre .32, et ce pistolet est retrouvé dans un vase au fond de la pièce. On apprend peu après que ce pistolet appartient à Andrew Travers, un avocat ami du juge.
Par la suite, un troisième problème surgit : la balle qui a tué Mortlake ne provient ni du révolver de calibre .38 de White ni du Browning de Travers, mais… d'un pistolet à air comprimé de marque Erckmann. Et cette arme appartenait au juge !
On a donc un suspect présent sur les lieux dont l'arme n'a pas tué, une deuxième arme appartenant à un avocat, et une troisième arme ayant servi au meurtre et appartenant à la victime. Dans la mesure où le meurtre a été commis dans un lieu clos, lui-même dans une propriété clôturée, il est possible que l'un des occupants de la maison est l'assassin. Si l'on excepte White, de qui s'agit-il ? D'un membre de la famille, en l'occurrence l'une des filles ? D'un membre du personnel de maison ? D'un ami de la famille (Travers) ? D'un rôdeur ?

### L'enquête
Chapitres 6 à 11.
L'audition de Carolyn Mortlake amène de nouveaux développements. Non seulement on apprend que sa sœur Ida et elle ne sont pas les filles biologiques du juge mais des enfants adoptés, mais encore qu'elle vient de découvrir, caché dans une commode de sa chambre, le pistolet à air comprimé de marque Erckmann dont la balle a tué le juge. Elle explique que l’assassin a sans doute voulu l'impliquer dans la mort tragique de son père, mais que, se sachant innocente, elle préfère remettre l’arme à la police. Elle indique aussi avoir quitté la veille le domicile vers 15 h 45, mais refuse de dire où elle s'est rendue après cette heure.
L'audition de Peney et de Davies permet d'apprendre que « Gabriel White » est un nom d'emprunt. Le suspect fait partie de la noblesse et s'appelle en réalité Edward Whiteford, fils de Lord Whiteford. Bien qu'il ait affirmé le contraire, il sait très bien utiliser des armes à feu et n'a pas pu entrer dans la propriété, comme il le prétend, en se cachant au bas des sièges arrière de la voiture d'Ida Mortlake. Par ailleurs, Carolyn Mortlake avait reçu la veille en milieu d'après-midi un appel téléphonique d'un inconnu lui enjoignant de se rendre au centre-ville de Londres pour affaires la concernant. Il s'agissait d'un canular et l’appel téléphonique avait pour objet de la faire quitter la maison. Enfin, Davies affirme que la cuisinière, la bonne et lui se trouvaient, à 17 h 30, réunis ensemble dans le local des domestiques, et qu'ils ont donc un parfait alibi.
Davies propose une hypothèse pour expliquer la « disparition » de la balle du pistolet Browning : peut-être est-elle sortie de la pièce pendant les quelques secondes durant lesquelles le juge avait ouvert les volets situés derrière son bureau ? Cette hypothèse est confirmée par le sergent Borden qui a trouvé, fichée dans un arbre, une balle d'un calibre correspondant à un pistolet Browning.
Par ailleurs, devant la façade Ouest, on a retrouvé des empreintes de pas semblant indiquer qu'une personne chaussant du 42 était sortie de la fenêtre fermée avec des vieux volets. Or ces vieux volets, uniquement ouvrables de l'intérieur, ne pouvaient pas être ouverts : vieux et bloqués, on ne peut les ouvrir qu'en laissant des traces (et de telles traces sont absentes) et qu'après de grands efforts. Il est certain que ces volets n'ont pas été ouverts depuis longtemps. Mais alors, à quoi rime la présence de pas près de ces vieux volets et de cette fenêtre ?
Le lendemain, la confusion s'amplifie lorsque Sara Samuels, une jeune femme de chambre qui avait postulé lors d'un entretien d'embauche survenu le jour des faits (donc l'avant-veille), est retrouvée morte dans l'allée principale du parc de la résidence Mortlake : elle a été poignardée dans le dos alors qu'elle venait demander des précisions sur ses éventuelles nouvelles fonctions. Ce second meurtre totalement inattendu confirme que l'assassin fait partie de la maisonnée, ou en est du moins un intime, et est particulièrement violent.

### Dénouement et révélations finales
Chapitre 12.
Le colonel Marquis réunit tous les occupants et intimes de la maison : il explique quelle(s) personne(s) a/ont fait le coup, dans quelles conditions, pour quels motifs et selon quel enchaînement logique. Son explication est rationnelle et convaincante.

## Autour du roman
- Feu sur le juge ! est un roman inspiré à John Dickson Carr par les récits de Melville Davisson Post (1869-1930), un auteur américain qui publia en 1920 et 1929 deux recueils de nouvelles dont le héros se nomme Sir Henri Marquis de Scotland Yard.

## Sources
- Roland Lacourbe, John Dickson Carr : scribe du miracle. Inventaire d'une œuvre, Amiens, Encrage, 1997, p. 97.
- Notices d'autorité :   - WorldCat